# Elżbieta Tomczak
Elżbieta Tomczak (ur. 7 stycznia 1961 w Poznaniu) – polska lekkoatletka, sprinterka, wicemistrzyni Uniwersjady (1985), mistrzyni i reprezentantka Polski, rekordzistka Polski w sztafecie 4 x 100 metrów.

## Kariera sportowa
Była zawodniczką Olimpii Poznań.
Jej największym sukcesem w karierze międzynarodowej było wicemistrzostwo Letniej Uniwersjady w 1985 w biegu na 200 metrów, z wynikiem 22,76. Reprezentowała Polskę na mistrzostwach Europy juniorów w 1979, zajmując 4. miejsce w sztafecie 4 x 100 metrów, z wynikiem 45,13 (z Anitą Tomczok, Bożeną Pająk i Barbarą Cieśluk), a w biegu na 200 metrów odpadając w półfinale, z wynikiem 23,97. Wystąpiła także na halowych mistrzostwach Europy w 1985, zajmując 6. miejsce w biegu na 60 metrów, z wynikiem 7,30 oraz zawodach Pucharu Europy w 1985, gdzie zajęła 5. miejsce w biegu na 100 metrów, z wynikiem 11,21 i 3. miejsce w sztafecie 4 x 100 metrów, z wynikiem 42,71 (nowy rekord Polski).
Na mistrzostwach Polski seniorek wywalczyła 3 medale, w tym 2 złote na 100 metrów w 1984 i 1985 oraz 1 srebrny  na 200 metrów w 1985.
Na halowych mistrzostwach Polski seniorek zdobyła 6 medali, w tym 2 złote (w biegach na 60 metrów i 200 metrów w 1985, 2 srebrne (w biegu na 60 metrów w 1981 i w 1984) oraz 2 brązowe (w biegu na 200 metrów w 1982 i 1984).
Była rekordzistą Polski w sztafecie 4 x 100 metrów (z Iwoną Pakułą, Ewą Pisiewicz i Ewą Kasprzyk), uzyskując 17 sierpnia 1985 na zawodach Pucharu Europy wynik 42,71 (rekord został poprawiony dopiero w 2010 roku), a także halową rekordzistką Polski w biegu na 200 metrów, uzyskując 23 lutego 1985 wynik 23,25.
Jej rekordy życiowe wynoszą: na 100 metrów - 11,18 (22.06.1984), na 200 metrów - 22,76 (2.09.1985), na 400 metrów - 54,64 (21.08.1982), na 60 metrów w hali - 7,24 (16.02.1985).